# GKダイナミックス
株式会社GKダイナミックス(ジイケイダイナミックス)は、GKデザイングループの一社としてモーターサイクルやスクーターなどのパーソナルモビリティの領域をメインに、スポーツ用品やライフスタイルプロダクトのデザインコンサルティングを行うデザイン会社である。

## 概要
モーターサイクルやスポーツレジャー、関連用品類とファッションなど、身体と関連する領域のプロダクトデザインの企画及び制作など、プロセスの上流から実装までをワンストップで行うことが可能。
1955年のヤマハ発動機のモーターサイクル第1号機となったYA-1から現在（2023年）まで、モーターサイクル、スクーターとATVやスノーモービル、発電機、汎用エンジン、ゴルフカーの多くの機種を（株）GKダイナミックスがデザインを行なっている。

## 作品

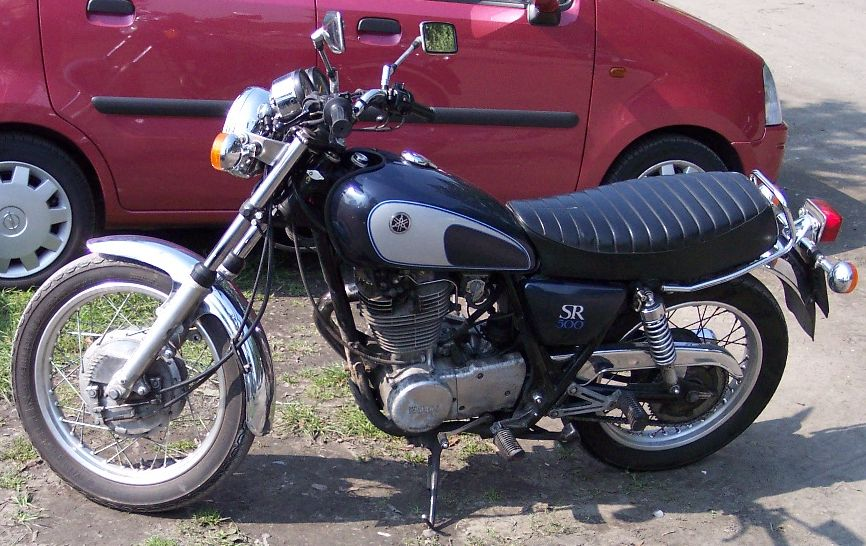
ヤマハ発動機SR500
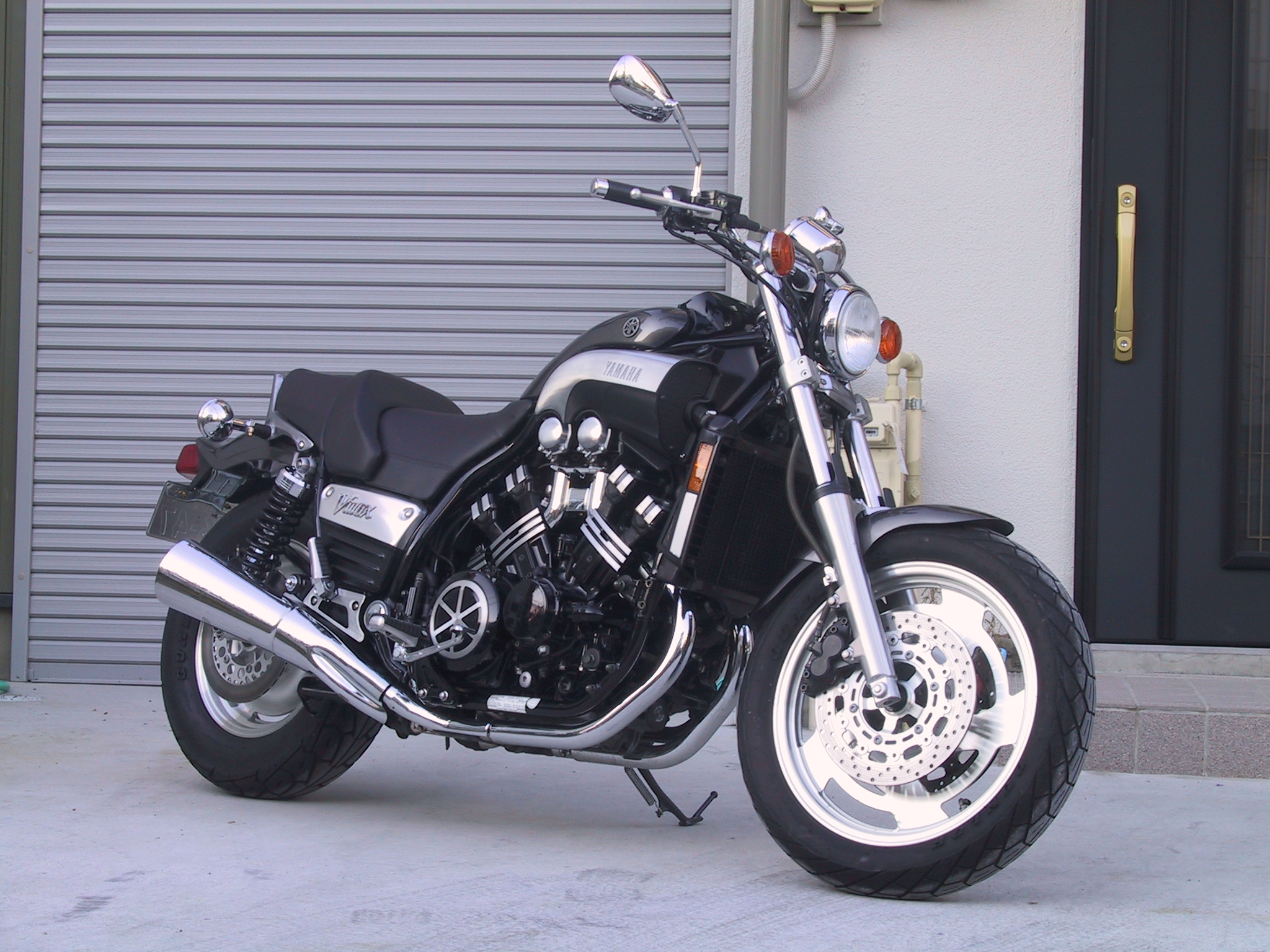
ヤマハ発動機 初代VMAX
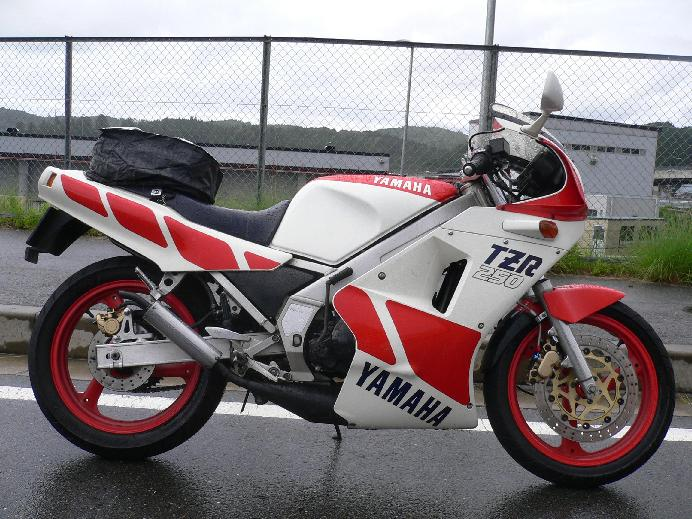
ヤマハ発動機 TZR250(1KT)

- ヤマハ発動機 MT-09 TRACER
- ヤマハ発動機 XSR900
- ヤマハ発動機 VK540V スノーモービル
- ヤマハ発動機 RAPTOR700R ATV
- ヤマハ発動機 YZF-R6
- ヤマハ発動機 Star Venture
- ヤマハ発動機  VMAX
- ヤマハ発動機  XT250 Serow

GKダイナミックスデザイン車両一覧

## 関連会社
- GKデザイングループ
- GKインダストリアルデザイン
- GK設計
- GKグラフィックス
- GKテック
- GK京都
- GKデザイン総研広島
- GK Design International, Inc.(LA, Atlanta)
- GK Design Europe bv（Amsterdam）
- 青島海高設計製造有限公司（QHG）
- GK上海